# Hornbæk (Helsingør Kommune)
 For alternative betydninger, se Hornbæk. (Se også artikler, som begynder med Hornbæk)
Hornbæk er beliggende i Nordsjælland og er en bydel i byområdet Hornbæk-Dronningmølle. Bydelen ligger ved Øresundskysten ca. 12 km. nordvest for Helsingør. Hornbæk ligger i Hornbæk Sogn, Helsingør Kommune. Kommunen tilhører Region Hovedstaden.
Hornbæk har 3.761 indbyggere  (2024), men om sommeren er Hornbæk besøgt af omkring 35.000 feriegæster.
Byen har togforbindelse til Helsingør og Hillerød via Gilleleje med Lokaltog.
Hornbæk er især kendt for sine mondæne sommerhusområder og den store brede sandstrand, der om sommeren tiltrækker tusinder af badegæster. På Hornbæk Bibliotek findes turistinformation, hvor man også kan få fisketegn til Hornbæk Sø.
Hornbæk var oprindeligt kendt som et lille fiskeleje, i 1800-tallet berømmet af maleren Holger Drachmann.
I centrum af den ældre del af den traditionelle fiskerlandsby ligger Hornbæk Kirke. Derudover er byen kendt for det tidligere badehotel Trouville, der nu er lavet om til ferielejligheder.

## Historie
Hornbæks oprindelse er ukendt, sandsynligvis udvikledes en fast bebyggelse på stedet i slutningen af middelalderen eller begyndelsen af renæssancen. Ifølge jordebogen for Kronborg og Frederiksborg len 1582-83 var antallet af fiskere i Hornbæk, der udelukkende betalte landgilde i fisk (især torsk) 21. Hornbæk er imidlertid ikke selv nævnt; i stedet nævnes Horneby, hvilket kan tyde på, at Hornbæk har udviklet sig i tilknytning til denne landsby, der lå nær kysten ved Hornbæk Sø.
I 1682 talte Hornbæk 4 gårde, 9 huse med jord og 13 huse uden jord. Beskrivelsen kalder Hornbæk "Itt [et] Fiske-Leye". Dest siges, as lejet består af "4 smaae friering [fjerding] Gaarde, 19 Landgilde Huuse, 4 Holtz [træ] Huuse" og oplyses, at "Till huer af de 4re Fiernings-Gaarde ligger itt Indlycke [indelukke] og ellers enn Partij Huuse-Jord till Husene.." Om indbyggernes næringsveje hedder det:
"Nærer sig med Fisherii udj Stranden, og fanger adshillige smaa Fish, saaledis paa deris Silde-Baade om Effterhøsten, med Sildefisheri, efftersom Gud giffuer Velsignelse till vndertiden ved temmelig Mengde, og vndertiden lidet. Samme Fisheri søgis under Landene, snart under Skaane og Halland og snart under Sielland, huor de bedst fishen kand findis, og opsøge. Bruger ellers der till (foruden Sildegarner) smaa Redshab."
I 1872 oplyses det, at "Hornbæk har en Lodsstation og flere Skippere i inden- og udenrigsk Fart". Hornbæk var da ved at udvikle sig til et udflugtssted for landliggere. Omkring 1870 blev Hornbæk "opdaget" af mange kunstnere, blandt andre: Jens Juel, Kristian Zahrtmann, P.S. Krøyer, Viggo Johansen, Carl Locher, Holger Drachmann, August Strindberg.
Omkring århundredeskiftet (1900) omtales "Hornbæk By og Fiskerleje, med Kirke, Præstegd., Skole, Forsamlingshus for evang.-luth. Missionsforening, Kro, Baadehavn, Lodseri, Toldkontrol for Hornbæk Tolddistr., Station for 6. sjællandske Kystpolitidistr." Hornbæk havde i 1901 715 indbyggere, i 1906 815, i 1911 846 og i 1916 988 indbyggere. Ifølge en opgørelse fra 1911 ernærede 200 indbyggere sig ved fiskeri, 31 ved landbrug, 218 ved håndværk, 151 ved handel og 64 ved transport.
Hornbæk fortsatte sin udvikling i mellemkrigstiden og efter 2. verdenskrig: i 1921 havde byen 1.113 indbyggere, 1925 1.122, 1930 1.024, 1935 1.115, 1940 1.394, 1945 1.405, i 1950 1.574, 1955 1.790, 1960 1.954, 1965 2.121 og 1967 2.200 indbyggere. I 1930, da byen havde 1.024 indbyggere, var 181 sysselsat ved fiskeri og landbrug, 299 ved håndværk og industri, 165 ved handel, 63 ved transport, 65 ved immateriel virksomhed, 96 ved husgerning, 181 var ude af erhverv og 24 havde ikke givet oplysninger.

## Erhverv
Hornbæk er blandt andet hjemsted for design virksomheden Ilse Jacobsen Hornbæk, der begyndte at sælge gummistøvler omkring år 2000, men i dag omfatter modetøj, blomster og spabad.

## Busforbindelser
Hornbæk betjenes af følgende buslinjer:
- 340 Hornbæk Station - Horneby - Havreholm - Bøtterup - Harreshøj - Tikøb - Espergærde Station
- 342 Hornbæk Station - Skibstrup Station - Ålsgårde Station - Grønnehave Station - Helsingør Station